# Scrifis
Scrifis war eine aus Marburg stammende Rockband.

## Geschichte
Sie wurde 1977 gegründet und war zu jener Zeit mit bis zu 200 Konzerten im Jahr eine der meistbeschäftigten deutschen Livebands. Das Repertoire bestand fast ausschließlich aus Eigenkompositionen, bei denen Ralf Lippmann als Komponist und Klaus Nass als Texter hervortraten. Scrifis hatte eine regelmäßige Medienpräsenz mit Radio- und Fernsehauftritten, u. a. bei RTL Television, im ZDF, beim Schweizer Fernsehen und im Hessischen Rundfunk. Die Band spielte als Vorgruppe von u. a. Rod Stewart, Lake und Sally Oldfield. Regelmäßig standen Club-Tourneen auf dem Programm mit Auftritten in den renommierten Lokationen wie der „Großen Freiheit“ und der „Fabrik“ in Hamburg, dem „Kudamm“ in Berlin, dem „Sinkkasten“ und der Batschkapp in Frankfurt am Main oder dem „Leine Domicil“ in Hannover.
1980 gewannen Scrifis den Preis der Deutschen Phono-Akademie als beste Nachwuchsband. Insgesamt wurden drei Alben veröffentlicht, bevor die Band 1987 aufgelöst wurde.

## Diskografie
- 1979: Catch the Wind (LP)
- 1981: Take It or Leave It (LP)
- 1983: Live (LP)

## Auszeichnungen
- 1980: Preis der Deutschen Phonoakademie Beste Nachwuchsband